# تشارلي تايلور (لاعب كرة قدم)
تشارلي تايلور (بالإنجليزية: Charlie Taylor)‏ (1 ديسمبر 1985 في المملكة المتحدة - ) هو لاعب كرة قدم بريطاني في مركز الهجوم. لعب مع إيستبورن بوروه وتشارلتون أثلتيك وكريستال بالاس ونادي بارنت ونادي مارغيت ونوتينغهام فورست وساتون يونايتد ونادي فيشر أثليتيك وبيليريكاي تاون وهورنتشورتش ودولويتش هاملت وغرايز أتلاتيك ‏ وويلينج يونايتد.

## وصلات خارجية
- تشارلي تايلور على موقع قاعدة بيانات كرة القدم.إي يو (الإنجليزية)
- تشارلي تايلور على موقع قاعدة بيانات كرة القدم.إي يو (الإنجليزية)
- تشارلي تايلور على موقع Soccerbase.com (لاعب) (الإنجليزية)
- تشارلي تايلور على موقع Soccerway.com (الإنجليزية)